# FK Vidar
FK Vidar är en fotbollsklubb i Stavanger, Norge. Den startades 18 april 1906 och kvalade till Norges högsta division 1984 och 1988.
Klubben spelade sin första match mot Stavanger IF den 15 augusti 1906. Man förlorade med 0-1. 1909 gick man med i Norges Fotballforbund, och första titeln kom 1912 då juniorlaget blev distriktsmästare i Rogaland.

## Spelarrekord
- Skyttekung, Jan Fjetland - 289 mål
- Flest antal matcher, Egil Klinkenberg - 510 matcher (1966-1991)

### Fotnoter
1. ↑  Ole Petter Pedersen (15 februari 2009). ”Fotballklubben Vidar” (på norska). Store norske leksikon. https://snl.no/Fotballklubben_Vidar. Läst 29 september 2017.